# 欲望上海
欲望上海（或）是一个英文網誌，其中主要阐述一个外教在上海玩弄女学生的专题。后引起广大网民注意，变成网络现象。